# Svart aronia
Svartaronia (Aronia melanocarpa, tidigare Photinia melanocarpa) är en rosväxtart ingående i aroniasläktet. Den beskrevs först av André Michaux. Arten är hemmahörande i östra USA men förekommer allmänt i odling som landskapsväxt och för dess bär.

## Utseende
Svartaronia är en småväxt 0,5–2 meter hög buske som i Sverige sällsynt förekommer förvildad. Den har omvänt äggrundade fint sågade ovala blad där mittnerven på bladens ovansida nedtill har svarta tagglika hår.
Blommorna i maj–juni är vita eller rosatonade och sitter i sammansatta kvastliknande ställningar. Varje blomma har cirka 20 ståndare och fem pistiller, som är hopväxta mot basen.
Frukterna är i glänsande svart, och bladen får höstfärger i mörkt rött.

## Utbredning och historik
Ursprunget är den vildväxande busken i östra USA. Svartaronia har använts av ursprungsbefolkningen för att lindra förkylningssymptom.
På 1930-talet genomförde professor Ivan Mitjurin i Sovjetunionen växtförädling, i syfte att få fram sorter med större bär. På 1970-talet kom vissa av dessa nya sorter, som troligen innehåller gener från rönn, till Finland.
I Sverige introducerades odling av svartaronia på 1950-talet. Det var inledningsvis endast som en prydnadsväxt.

### Odling
Globalt är aroniabär en stor produkt. I Tyskland finns en stor efterfrågan liksom i Österrike. Kina bedöms vara den intressantaste marknaden.
I Polen fanns tidigare, när det var som störst, aroniaodlingar på upp till 40 000 hektar. Bärodlingen i Polen har dock fått betydande problem på grund av klimatförändringarna, bland annat torka.
I Finland odlades 2021 aronia på cirka 100 hektar, men redan 2022 planerades odlingarna utökas med ytterligare ett par hundra hektar. Produktionen 2021 uppgick till 100 ton bär, vilket bedömdes utökas till minst 200 ton år 2022.

## Användning
Bären är färska något fadda och rika på garvsyra. Efter frostknäppar märks – i likhet med rönnbär – deras höga sockerinnehåll tydligare. De har ett mycket högt innehåll av antioxidanter och färgämnen.
Svartaroniabär kan användas till mat och efterrätter, till exempel till saftkräm eller pressade för dryck. De kan också torkas. Bären är dock fattiga på pektin, vilket innebär att pektin kan behöva tillsättas vid syltning.
Det finns många olika sorter av svartaronia på marknaden, merparten är är sorter för prydnad, ej för bärproduktion. Svartaronia har många prydnadsvärden som blomning, bärsättning och höstfärger, vilket gör att det är en populär växt att plantera både i hemträdgårdar som i offentlig miljö. Några vanliga sorter är till exempel Aronia melanocarpa GLORIE E, Aronia melanocarpa 'Hugin' och Aronia melanocarpa 'Autumn Magic'.

## Släktskap
Växten placerades tidigare in i släktet Photinia av Kenneth R. Robertson & Phipps som Photinia melanocarpa. Inga underarter finns listade i Catalogue of Life, men slånaronia anses numera ofta som en underart, alternativt hybrid med röd aronia.
Svart aronia kan ibland förväxlas med häckoxbär.

## Bildgalleri

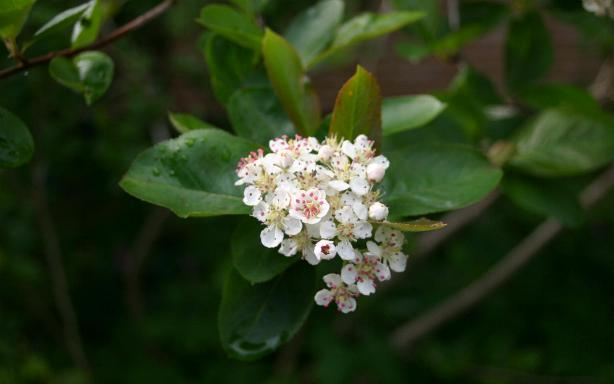
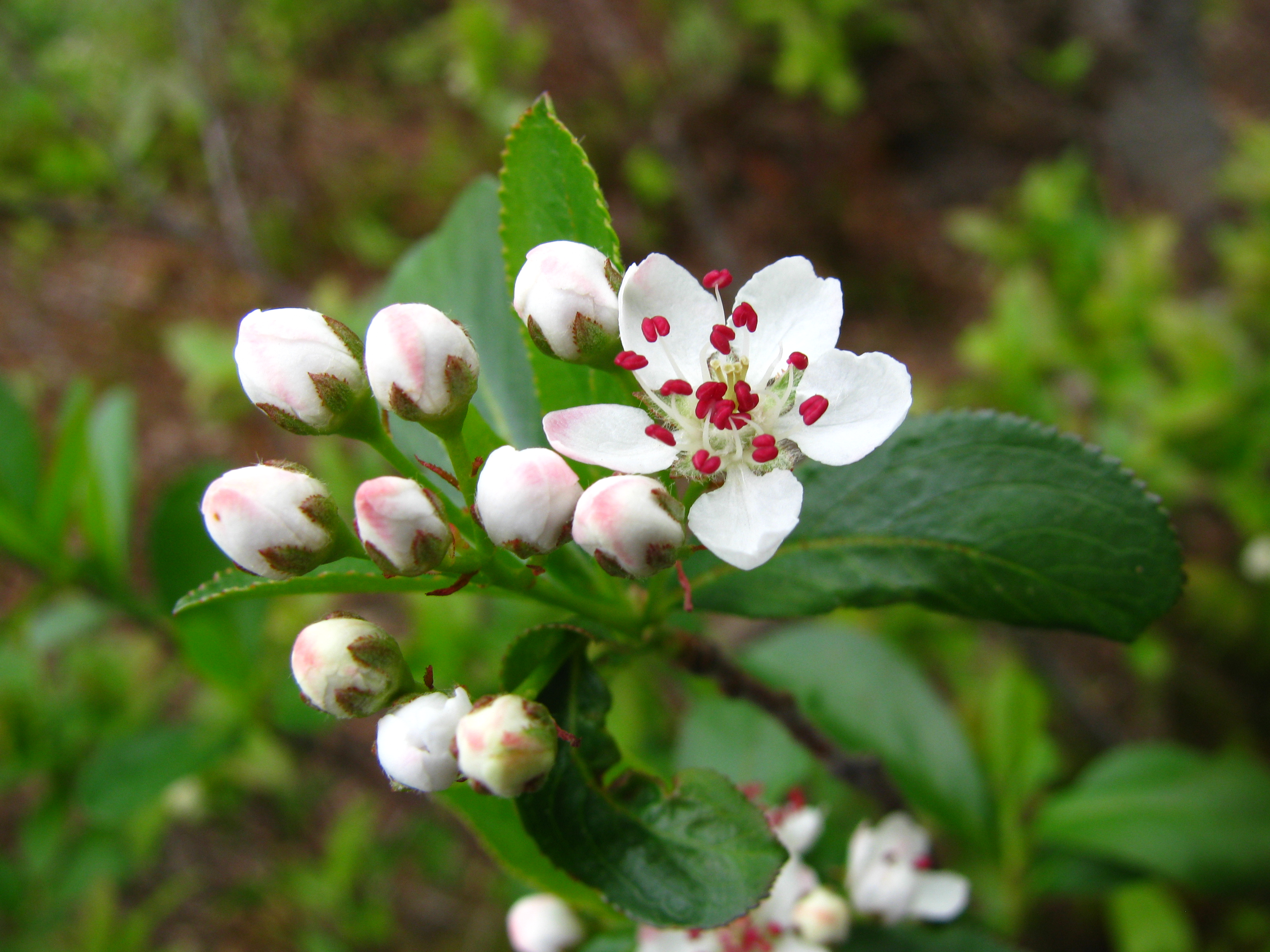
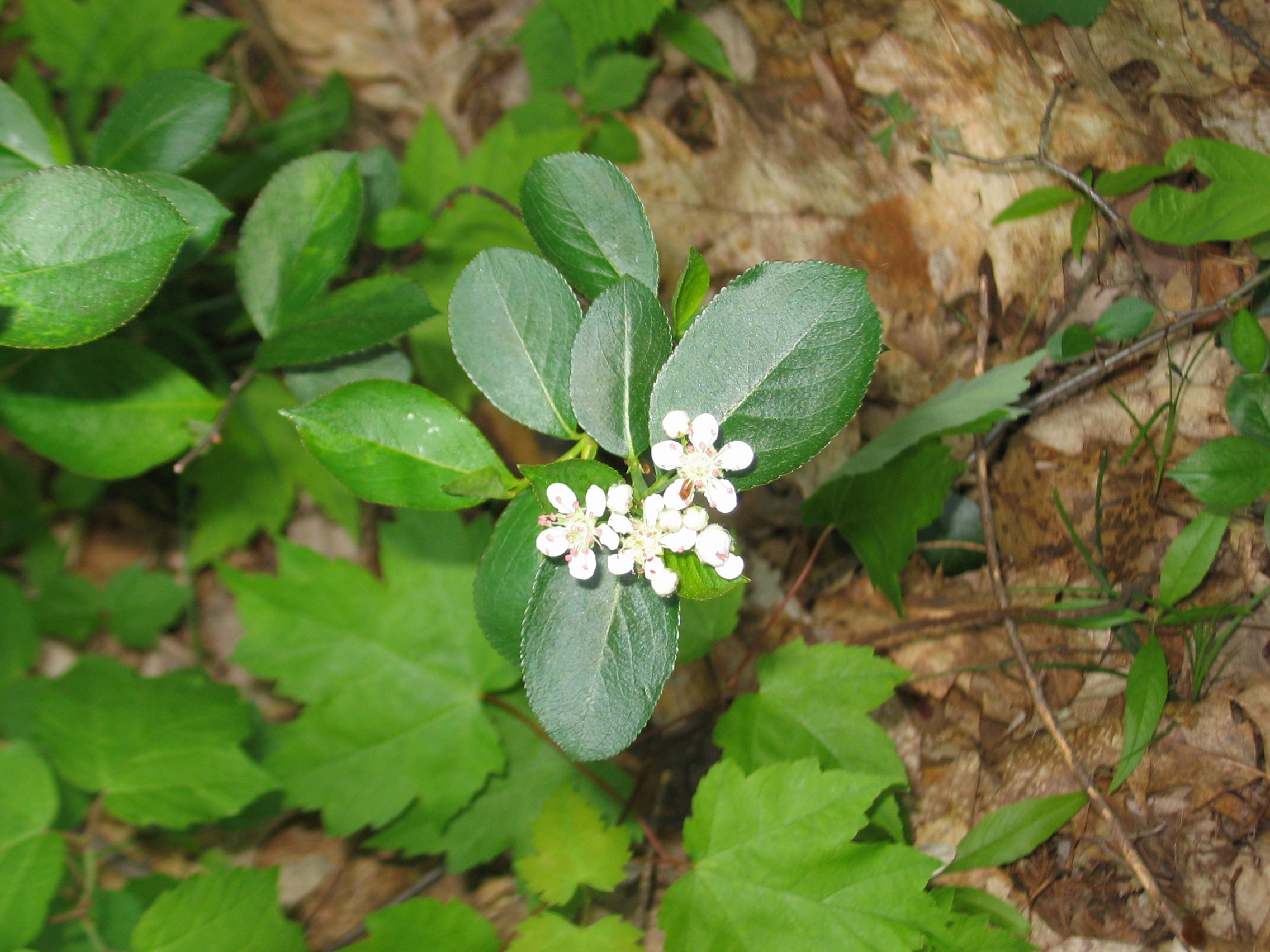